# 奥田亜希子
奥田 亜希子（おくだ あきこ、1983年10月13日 - ）は、日本の小説家。愛知県出身、千葉県我孫子市在住。

## 経歴・人物
愛知大学文学部哲学科卒業。専攻は東洋哲学。会社勤務（フリーペーパーを発行している会社・入社当時は営業職）を経て、2013年（平成25年）『左目に映る星』（「アナザープラネット」を改題）で第37回すばる文学賞を受賞。2022年、『求めよ、さらば』で第2回本屋が選ぶ大人の恋愛小説大賞受賞。
遠藤周作『沈黙』を読んだときに強い衝撃を受ける。幼少期は父の仕事の都合で引越しが多く、「愛知の尾張旭市、埼玉県大宮市、京都府亀岡市、岐阜県揖斐川町、群馬県沼田市に住んだことがあり、14歳中学2年生の時に愛知県豊橋市に家を建てて住み始めた」と語っている。

## 作品リスト

### 書籍
- 『左目に映る星』（集英社、2014年2月 / 集英社文庫、2018年9月）ISBN 978-4-08-771549-1
- 『透明人間は204号室の夢を見る』（集英社、2015年5月/ 集英社文庫、2020年5月））ISBN 978-4-08-775425-4
- 『ファミリー・レス』（角川書店、2016年5月 / 角川文庫、2018年10月）ISBN 978-4041039045
- 『五つ星をつけてよ』(新潮社、2016年10月 / 新潮文庫、2019年4月）ISBN 978-4-10-350431-3
- 『リバース&リバース』（新潮社、2017年11月/ 新潮文庫、2021年3月）
- 『青春のジョーカー』（集英社、2018年3月 / 集英社文庫、2020年12月）
- 『魔法がとけたあとも』（双葉社、2019年5月）
  - 【改題】『彼方のアイドル』（双葉文庫、2022年1月）
- 『愛の色いろ』（中央公論新社、2020年2月）
- 『愉快な青春が最高の復讐！』（集英社、2020年5月）※初のエッセイ集
- 『白野真澄はしょうがない』（東京創元社、2020年10月 / 創元文芸文庫、2022年11月）
- 『クレイジー・フォー・ラビット』（朝日新聞出版、2021年7月）
- 『求めよ、さらば』（KADOKAWA、2021年12月 / 角川文庫、2025年1月）
- 『夏鳥たちのとまり木』（双葉社、2022年5月 / 双葉文庫、2025年5月）
- 『ポップ・ラッキー・ポトラッチ』（U-NEXT、2024年4月）
- 『運命の終い』（小学館、2025年5月）

### アンソロジー収録
- 「すぐそばの遙かなる地」 - 『ベスト・エッセイ2016』（光村図書出版、2016年6月）収録
- 「終末のアクアリウム」(書き下ろし) - 『行きたくない』（角川文庫、2019年6月）収録
- 「きみはアガベ」（初出:『小説推理』2022年8月号） - 『ほろよい読書 おかわり』（双葉文庫、2023年5月）収録
- 「さよなら、エバーグリーン」（初出:『ファミリー・レス』） - 『キミの知らない恋の物語 ユレル 恋と家族』（汐文社、2024年2月）収録
- 「白と悪党」（初出:『小説新潮』2023年9月号） - 『いただきますは、ふたりで。 恋と食のある10の風景』（新潮文庫nex、2025年1月）収録

### 雑誌掲載
- 左目に映る星（『すばる』2013年11月号）
- 川べり運転免許センター（『すばる』2014年3月号）
- 空に根ざして（『小説新潮』2015年1月号）
- 午前四時の肌（『すばる』2015年6月号）
- 五つ星をつけてよ（『小説新潮』2016年4月号）
- はじまりの名前（『すばる』2016年8月号）
- 理想のいれもの（『小説推理』2017年5月号）
- 真夜中のソーラーパネル（『小説推理』2018年3月号）
- 花入りのアンバー（『小説推理』2018年5月号）
- クレイジー・フォー・ラビット（『小説トリッパー』2018年夏季号、2018年6月）
- 君の線、僕の点（『小説推理』2018年9月号）
- ラストシューズ（『ミステリーズ!』VOL.92、2018年12月）
- 彼方のアイドル（『小説推理』2019年1月号）
- キャッチボール・アット・リバーサイド（『小説推理』2019年3月号）
- 砂に足跡（『ミステリーズ!』VOL.95、2019年6月）
- ブラックシープの手触り（『小説トリッパー』2019年夏季号、2019年6月）
- クラッシュ・オブ・ライノス（『小説トリッパー』2019年秋季号、2019年9月）
- ひとつになれない（『すばる』2020年1月号）
- 白井真澄はしょうがない（『ミステリーズ!』VOL.99、2020年2月）
- プリザーブド（『小説新潮』2021年3月号）
- イン・ザ・ロング・ロング・ラン（『オール讀物』2024年2月号）
- バイ・ベスト・バイ（『PHPスペシャル』2025年3月号から連載）
- 今を春べと（『小説推理』2025年4月号 - 8月号）